# Paul Gillmor

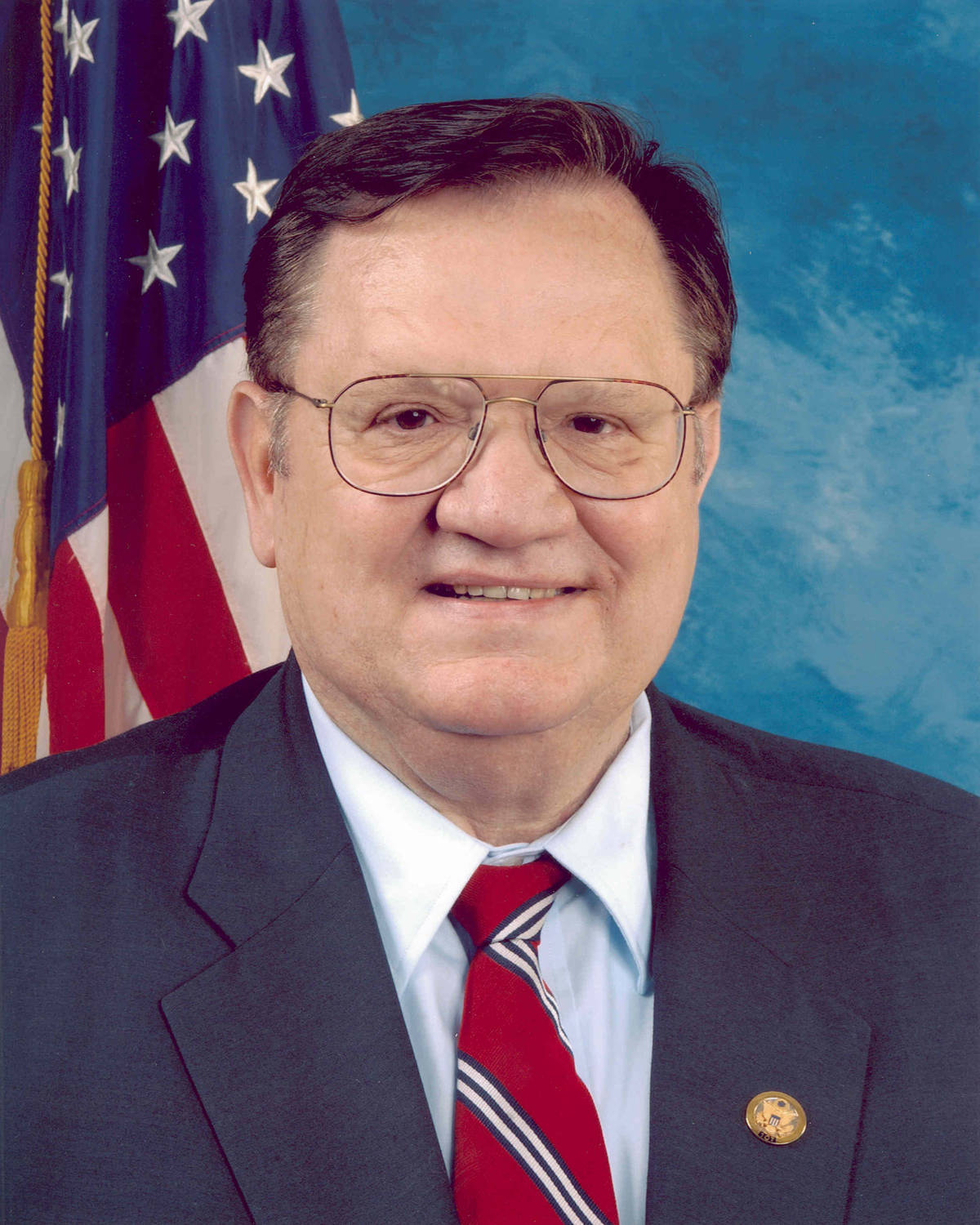
Paul Gillmor

Paul Eugene Gillmor (* 1. Februar 1939 in Tiffin, Ohio; † 5. September 2007 in Washington D.C.) war ein US-amerikanischer Politiker der Republikanischen Partei, der von 1989 bis zu seinem Tod als Abgeordneter für den fünften Distrikt von Ohio im Repräsentantenhaus der Vereinigten Staaten tätig war. Es handelt sich hierbei um den zweitgrößten Distrikt von Ohio.

## Leben
Gillmor wuchs in Old Fort, Ohio, auf, wo sein Vater eine Transportfirma besaß. Er ging zur Old Fort High School und beendete diese 1957. 1961 erhielt er seinen Bachelor an der Ohio Wesleyan University (Delaware, Ohio) und 1964 sein Diplom von der University of Michigan (in Ann Arbor). 1965/1966 war er in der U.S. Air Force als Judge Advocate im Range eines Captain. Anschließend arbeitete er als Anwalt.
Im Jahr 2006 wurde sein Vermögen von der Old Fort Bank, einer lokalen Bank im Besitz von Gillmor und seinen Verwandten, mit zwischen 6,2 und 27,8 Millionen US-Dollar angegeben. Er stand damit an 43. Stelle in der Rangliste der reichsten Kongressabgeordneten der USA.
Gillmor hatte zahlreiche politische Ämter inne, u. a. gehörte er von 1967 bis 1988 dem Senat von Ohio an. Er war dort Fraktionsvorsitzender der Republikaner von 1978 bis 1980 und von 1983 bis 1984. Nachdem die Republikaner in Ohio die Mehrheit gewonnen hatten, war er von 1981 bis 1982 und wieder von 1985 bis 1988 President of the Ohio Senate. 1986 verlor er das Rennen um die republikanische Kandidatur zum Gouverneur in der Vorwahl gegen James A. Rhodes. 1988 wurde er erstmals in den Kongress gewählt.
Paul Gillmors Leichnam wurde am 5. September von Angestellten in seinem Appartement in Washington gefunden, nachdem er nicht zur Arbeit erschienen war. Die Todesursache war beim Fund der Leiche unklar, es wurde ein Herzinfarkt vermutet.